# شهرستان ادریان چارتر، میشیگان
شهرستان ادریان چارتر، میشیگان (به انگلیسی: Adrian Charter Township, Michigan) یک منطقهٔ مسکونی در ایالات متحده آمریکا است که در میشیگان واقع شده‌است.

## خصوصیات
شهرستان ادریان چارتر ۸۹٫۵ کیلومترمربع مساحت و ۵٬۷۴۹ نفر جمعیت دارد و ۲۶۵ متر بالاتر از سطح دریا واقع شده‌است.